# Identité sonore
Une identité sonore ou signature sonore est une mélodie ou ambiance sonore courte, utilisée pour permettre de reconnaitre instantanément une marque ou une organisation (comme une station de radio ou une entreprise telle la SNCF).
L'identité sonore correspond dans le domaine du son à ce qu'est l'identité visuelle (logo, code couleur, etc.). La notion d'identité sonore est plus large que la notion de jingle.
L'identité sonore doit être très bref, rapidement mémorisable, facilement déclinable et original. En quelques secondes, il doit être immédiatement identifiable, véhiculer des émotions et apporter un univers propre à la marque qu'il représente. Les sons utilisés et/ou les notes choisies doivent rapidement toucher l'auditeur et être totalement complémentaire du logo graphique. Une courte mélodie est souvent utilisée, parfois uniquement un son, une atmosphère sonore ou plus simplement une voix, un mot, une phrase.
De plus en plus d’entreprises utilisent des sons comme logo. Cependant, cette démarche a pris du temps à se populariser car les logos sonores ont pendant longtemps eu du mal à obtenir des droits de propriété intellectuelle. En effet, les sons n’étaient pas considérés comme des « logos ». Ce problème a été résolu par l’Accord sur les aspects des droits de propriété intellectuelle qui touchent au commerce qui a élargi la définition légale d’un logo a « tout signe… capable de distinguer des produits ou services » (article 15(1)).

## Historique et évolution
La plupart des grandes marques possèdent une identité sonore rapidement identifiable, le plus souvent en quelques notes, par exemple pour Dim dès 1970 (ré sol la si ré mi), Intel Inside en 1991  (Ré - Ré Sol Ré La), la MAAF, ou encore pour la SNCF en 2005 (Do - Sol - La bémol - Mi bémol).
L'identité sonore fait en général partie d'une stratégie globale de communication d'une entreprise. Des agences de design sonore se sont spécialisées dans ce secteur. En général la charte graphique est jumelée à une charte sonore. L'identité sonore renforce l'identité visuelle: elle est reprise dans les annonces télévisées et radio, les serveurs vocaux, les séminaires, Internet et mobiles, etc..
Un des pionniers du design musical est le français Michaël Boumendil qui a entre autres créé l'identité sonore de la SNCF.
L'identité musicale peut être une création sonore originale, mais peut être aussi une reprise d'une chanson ou un thème de musique classique choisie pour sa popularité. Elle demande le plus souvent d'obtenir l'exclusivité du thème musical choisi.
Pour la RATP, l'identité sonore utilisée dans les messages d'information diffusés dans les rames et les stations doit permettre d'identifier rapidement l'importance des annonces. Une attention particulière est apportée aux voix utilisées, même si parfois des voix synthétiques sont utilisées.
A côté de la notion d'identité sonore, on trouve celle, plus vaste, d'identité musicale, qui recouvre des réalités aussi diverses que le fait, pour une personne, de considérer que sa pratique musicale fait partie de son identité (sa pratique la définit en tant que personne) ou les comportements adoptés par certais groupes de musiciens dans le cadre de leur pratique (on peut ainsi parler de l'identité musicale des musiciens de jazz).

## Techniques

### Lebrandingsonore
Daniel Jackson, distingue trois types de sons : les voix, les sons d’ambiance et la musique. 
Les voix regroupent tous sons émanant des êtres humains ; les sons d’ambiance sont tous les sons produits par notre environnement ; la musique est définie comme l’art ou la science de combiner les sons vocaux et/ou instrumentaux afin d’exprimer des sentiments et des émotions.
Ces sons ont le pouvoir d'inspirer ainsi que de rappeler le passé. Les humains associent donc fortement les sons à des souvenirs particuliers, ce qui donne un avantage crucial aux entreprises quand il s’agit de construire une marque forte dans l’esprit des consommateurs.
En effet, tandis que les attributs visuels, gustatifs ou tactiles requièrent une interaction directe avec le produit pour être perçus, un élément sonore est un bon moyen d’atteindre les consommateurs, même passifs.   

### Le logo sonore
Le logo sonore (ou « mnémonique audio ») est l'un des outils de l'identité sonore, avec le jingle, la musique de marque et le thème de la marque.
Un logo sonore (ou un « logo audio » ou un « logo sonique ») est une courte mélodie distincte ou une autre séquence sonore, la plupart du temps positionnée au début ou à la fin d'une publicité. On le retrouve sur les différents supports de communication d'une marque, incluant de l'audio. Il peut être considéré comme l'équivalent acoustique d'un logo visuel. Souvent, une combinaison des deux types de logo est utilisée pour imposer la reconnaissance d'une marque.
Le logo sonore conduit à des effets d'apprentissage sur la perception du consommateur d'un certain produit. Une mélodie est la séquence de son la plus mémorable, puisque, quand une mélodie commence, le cerveau humain attend automatiquement la fin. Cependant, certaines marques réalisent l'importance du son que leur marque peut faire et tentent de capitaliser sur sa propre spécificité. 
Un bon exemple est la marque de motos Harley-Davidson qui, en 1994, voulant déposer une demande de marque sonore pour le son distinctif du moteur V-twin, s'est rendu compte que celui-ci pourrait distinguer la marque à chaque point d'interaction avec le client. Tout comme un logo visuel, les qualités les plus essentielles d'un logo sonore sont l'unicité, la mémorisation et la pertinence par rapport à la promesse de la marque. 
Les cinq principales caractéristiques de l’identité sonore d’une marque sont : 
- la durée et la clarté ;
- la particularité ;
- la relation au produit ;
- le caractère agréable ;
- la familiarité et l’accessibilité.

Les quatre premières caractéristiques doivent être prises en compte au cours du processus créatif, et la cinquième peut être atteinte grâce à une bonne stratégie marketing.
Cependant, un son qui est familier à l’oreille des consommateurs ne signifie pas nécessairement le succès pour la marque. Les responsables marketing doivent s’assurer que les consommateurs associent bien ce son familier avec la marque correspondante. Une manière facile et efficace de garantir cette corrélation est d’inclure le nom de la marque au sein de la signature sonore elle-même.

## Exemples
- Les quatre notes de synthétiseur pour la marque de processeurs Intel Inside.
- L'accord musical au démarrage d'un ordinateur Macintosh.
- La phrase « Technology to enjoy » de la marque automobile Seat.
- Les quatre notes pour annoncer les trains chez la compagnie Société nationale des chemins de fer français (SNCF).
- Les séquences de trois notes (une par région linguistique) servant d'indicatif à la compagnie des Chemins de fer fédéraux suisses (CFF).
- Les trois tons des Cars postaux suisses.
- Les six notes de l'opérateur de téléphonie Swisscom.
- Les sept petites notes des sonneries de l'opérateur de téléphonie Bouygues Telecom.
- La voix de femme qui dit « PlayStation ».
- Le slogan « EA Sports, it's in the game ».
- Les deux notes (une courte, une longue) pour les consoles de jeu Game Boy et Game Boy Advance.
- Les cinq notes pour la marque McDonald's (voir « I'm Lovin' It » de Justin Timberlake).
- Le son du carillon pour la compagnie Aéroports de Paris (ADP).
- La voix de femme qui dit « Randstad » avec les six notes à la guitare.
- La Nokia Tune pour les téléphones Nokia.
- La Deep Note (en) de la marque THX.

## Compositeurs d'identités sonores
- Michaël Boumendil, compositeur du logo sonore de la SNCF, Peugeot, Castorama ainsi que de plus de 300 identités sonores de marques.
- Brian Eno, compositeur du logo sonore The Microsoft Sound du système d'exploitation Windows 95.
- Jérôme Quadri, compositeur du logo sonore de Sennheiser.
- Walter Werzowa, compositeur du logo sonore de Intel.
- Ed Bogas, compositeur de musiques de jeux vidéo et de musique publicitaire.